# Beaumont-en-Auge
Pour les articles homonymes, voir Beaumont.
Beaumont-en-Auge est une commune française située dans le département du Calvados en région Normandie, peuplée de 387 habitants.
Du haut de ses 90 mètres, Beaumont-en-Auge a été déchirée par les invasions, les guerres de religion, mais elle a également joué un rôle important dans l'histoire de France. Avant l'ère chrétienne, les Celtes qui peuplaient la Normandie ont dû occuper ce piton facilement défendable. L'église Saint-Sauveur de Beaumont remonte à l'époque carolingienne, en 847. Le prieuré de Beaumont a été fondé en 1060 donnant au village une stature régionale. L'apogée de Beaumont est atteint pendant les années 1776-1792 où son collège royal, école militaire, forme de grands esprits comme Pierre-Simon de Laplace, natif de Beaumont, le plus célèbre.

## Géographie
| Saint-Étienne-la-Thillaye, Glanville | Saint-Étienne-la-Thillaye | Saint-Étienne-la-Thillaye |
| Glanville                            | Beaumont-en-Auge          | Reux                      |
| Bourgeauville, Valsemé               | Drubec, Clarbec           | Clarbec                   |

### Hydrographie
La commune est située dans le bassin Seine-Normandie. Elle est drainée par le fossé 02 de la commune de Clarbec, le Douet du Moulin et  et un autre petit cours d'eau,.

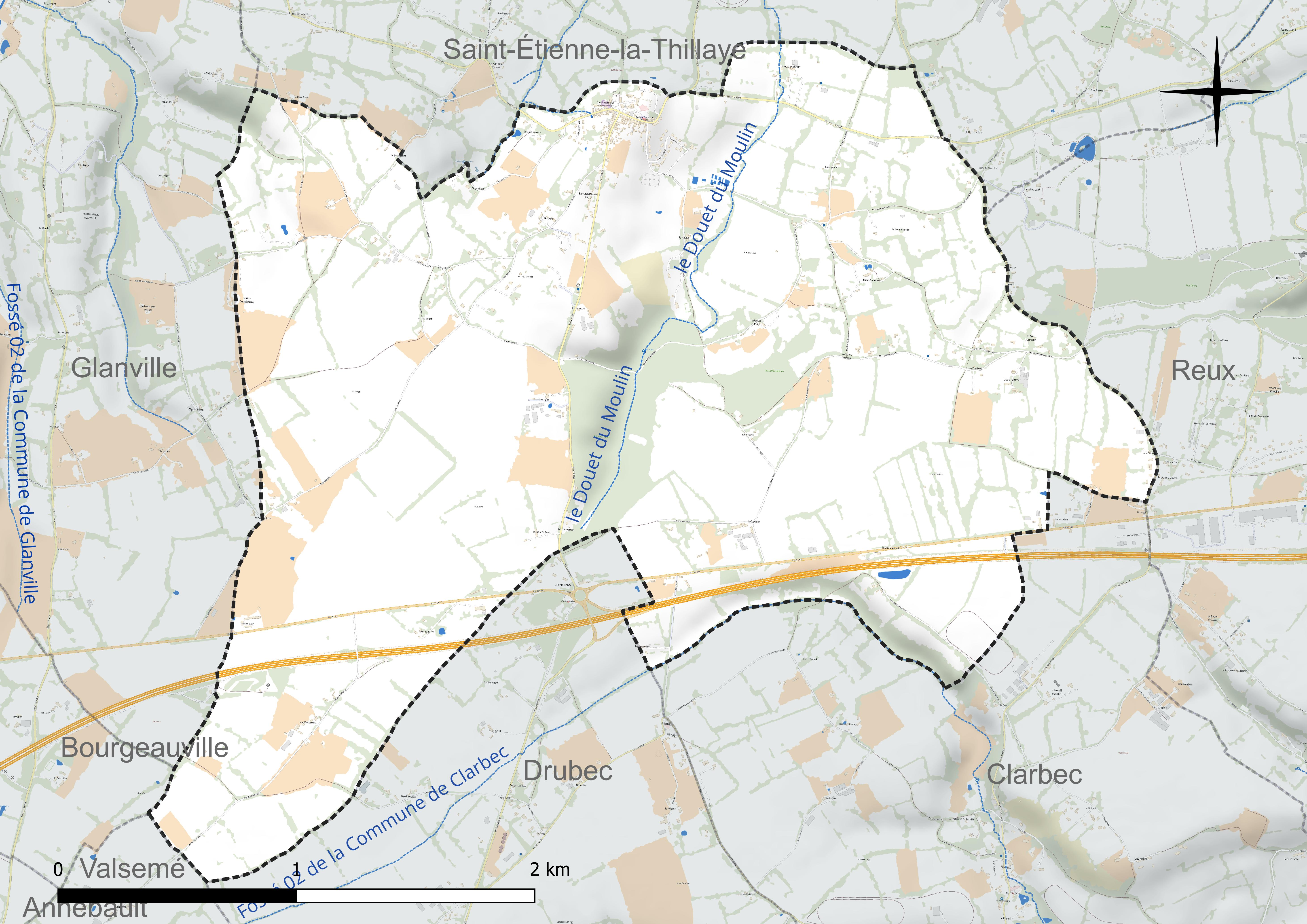
Réseau hydrographique de Beaumont-en-Auge.

### Climat
Pour des articles plus généraux, voir Climat de la Normandie et Climat du Calvados.
En 2010, le climat de la commune est de type climat océanique franc, selon une étude du Centre national de la recherche scientifique s'appuyant sur une série de données couvrant la période 1971-2000. En 2020, Météo-France publie une typologie des climats de la France métropolitaine dans laquelle la commune est exposée à un climat océanique et est dans la région climatique Côtes de la Manche orientale, caractérisée par un faible ensoleillement (1 550 h/an) ; forte humidité de l'air (plus de 20 h/jour avec humidité relative > 80 % en hiver), vents forts fréquents.
Pour la période 1971-2000, la température annuelle moyenne est de 10,7 °C, avec une amplitude thermique annuelle de 12,4 °C. Le cumul annuel moyen de précipitations est de 798 mm, avec 12,2 jours de précipitations en janvier et 8,1 jours en juillet. Pour la période 1991-2020, la température moyenne annuelle observée sur la station météorologique de Météo-France la plus proche, « Deauville », sur la commune de Deauville à 9 km à vol d'oiseau, est de 0,0 °C et le cumul annuel moyen de précipitations est de 0,0 mm. Pour l'avenir, les paramètres climatiques de la commune estimés pour 2050 selon différents scénarios d'émission de gaz à effet de serre sont consultables sur un site dédié publié par Météo-France en novembre 2022.

## Urbanisme

### Typologie
Au 1er janvier 2024, Beaumont-en-Auge est catégorisée commune rurale à habitat dispersé, selon la nouvelle grille communale de densité à 7 niveaux définie par l'Insee en 2022.
Elle est située hors unité urbaine. Par ailleurs la commune fait partie de l'aire d'attraction de Trouville-sur-Mer, dont elle est une commune de la couronne,. Cette aire, qui regroupe 35 communes, est catégorisée dans les aires de moins de 50 000 habitants,.

### Occupation des sols
L'occupation des sols de la commune, telle qu'elle ressort de la base de données européenne d'occupation biophysique des sols Corine Land Cover (CLC), est marquée par l'importance des territoires agricoles (96,5 % en 2018), en diminution par rapport à 1990 (99,7 %). La répartition détaillée en 2018 est la suivante : 
prairies (70,1 %), terres arables (20,9 %), zones agricoles hétérogènes (5,5 %), forêts (3,5 %). L'évolution de l'occupation des sols de la commune et de ses infrastructures peut être observée sur les différentes représentations cartographiques du territoire : la carte de Cassini (XVIIIe siècle), la carte d'état-major (1820-1866) et les cartes ou photos aériennes de l'IGN pour la période actuelle (1950 à aujourd'hui).

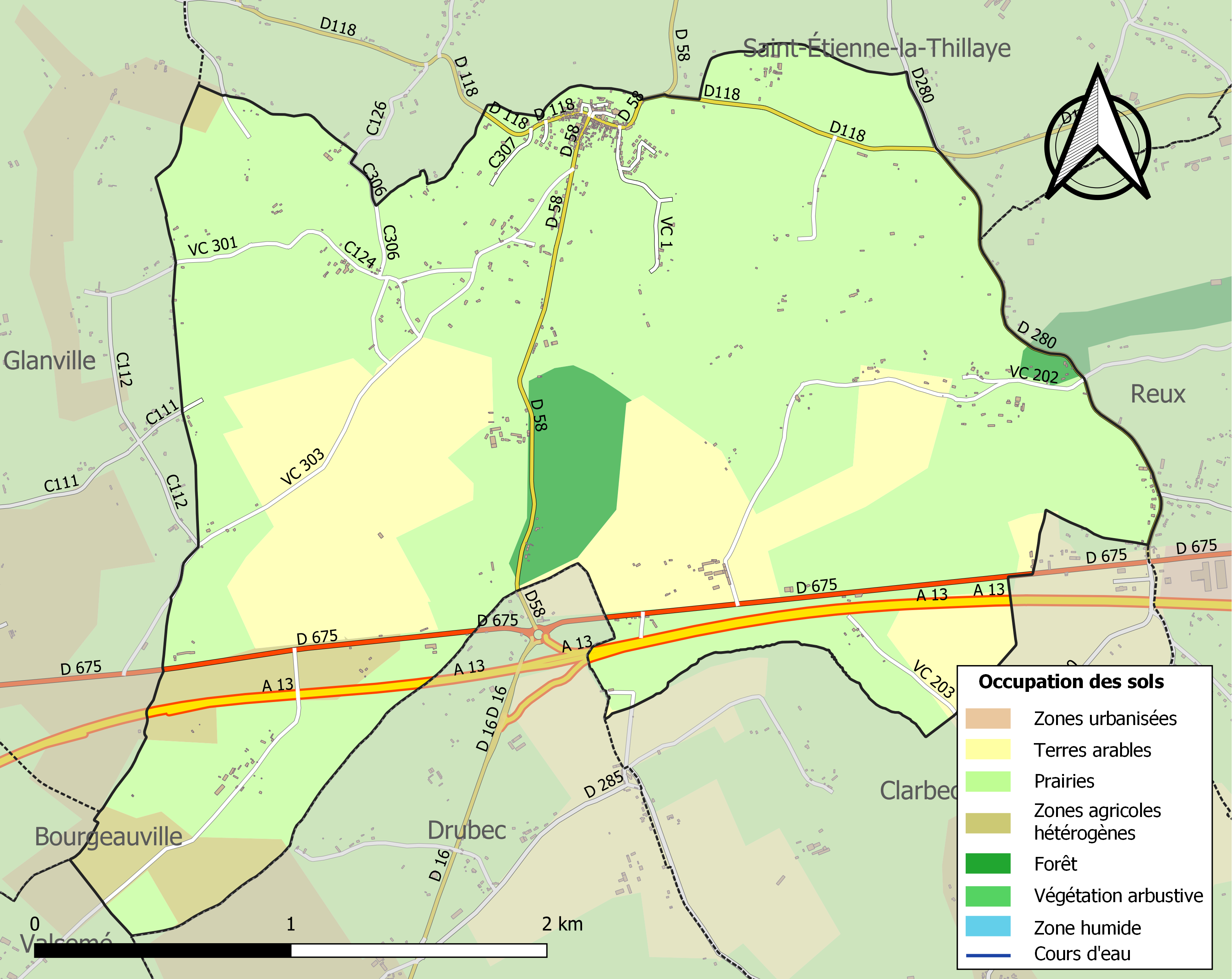
Carte des infrastructures et de l'occupation des sols de la commune en 2018 (CLC).

## Toponymie

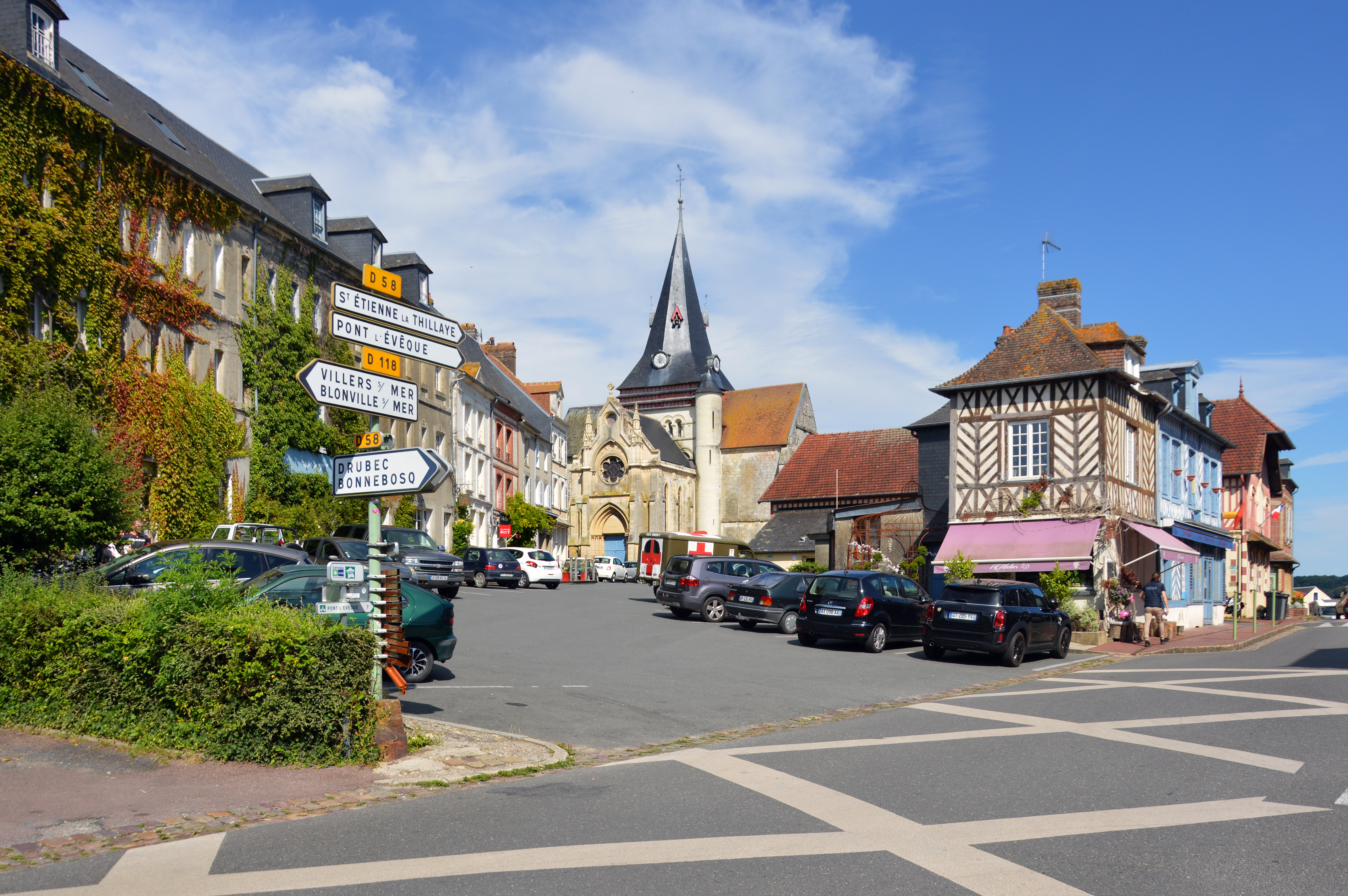
Vue générale de Beaumont.

Le nom de la localité est attesté sous les formes Bellus mons in Algia, Bellomonte au XIIe siècle.
Le nom de la ville, Beaumont, est la contraction de « beau mont ». Le nom évoquerait sa situation dominante sur les vallées des environs.
Le pays d'Auge est une région naturelle et traditionnelle de Normandie.

## Histoire
Le prieuré de Beaumont est fondé en 1060 par le vicomte Robert Bertran de Roncheville. Dépendant de l'abbaye Saint-Ouen de Rouen, il prospère pendant tout le Moyen Âge, mais ne survit pas à la Révolution. L'église paroissiale Saint-Sauveur est l'ancienne église priorale et la cour du prieuré est aujourd'hui ouverte aux visiteurs.
À la création des cantons, Beaumont est chef-lieu de canton. Ce canton est supprimé lors du redécoupage cantonal de l'an IX (1801).

## Politique et administration
| Période                                  | Période                  | Identité             | Étiquette | Qualité                       |
| ---------------------------------------- | ------------------------ | -------------------- | --------- | ----------------------------- |
| 1893                                     | 1914                     | Albert-Arsène Dossin |           |                               |
| 1914                                     | 1919                     | Armand Fossey        |           |                               |
| 1919                                     | 1925                     | Jules Dossin         |           |                               |
| 1925                                     | 1925                     | Gabriel Le Prince    |           |                               |
| 1926                                     | 1935                     | Émile Biatarana      |           |                               |
| 1935                                     | 1974                     | Camille Liégeard     | CNIP      | Avoué                         |
| 1974                                     | avril 2000               | Marc Hurel           |           |                               |
| juin 2000                                | 2004                     | Marcel Pasqué        |           |                               |
| 2004                                     | 2020                     | Daniel Louvet        | SE        | Cadre responsable maintenance |
| 2020                                     | juillet 2021 (démission) | Benoît Laviec        |           |                               |
| octobre 2021                             | En cours                 | Sylviane Ebrard      |           |                               |
| Les données manquantes sont à compléter. |                          |                      |           |                               |

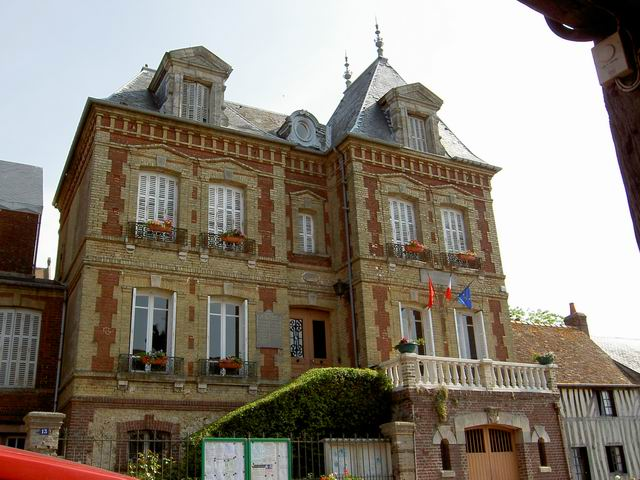
La mairie de Beaumont-en-Auge.

Le conseil municipal est composé de onze membres dont le maire et deux adjoints.

## Démographie
L'évolution du nombre d'habitants est connue à travers les recensements de la population effectués dans la commune depuis 1793. Pour les communes de moins de 10 000 habitants, une enquête de recensement portant sur toute la population est réalisée tous les cinq ans, les populations de référence des années intermédiaires étant quant à elles estimées par interpolation ou extrapolation. Pour la commune, le premier recensement exhaustif entrant dans le cadre du nouveau dispositif a été réalisé en 2007.
En 2022, la commune comptait 387 habitants, en évolution de −4,91 % par rapport à 2016 (Calvados : +1,58 %, France hors Mayotte : +2,11 %).
Au premier recensement républicain, en 1793, Beaumont-en-Auge comptait 1 034 habitants, population jamais atteinte depuis.
| 1793  | 1800 | 1806  | 1821 | 1831 | 1836 | 1841 | 1846 | 1851 |
| ----- | ---- | ----- | ---- | ---- | ---- | ---- | ---- | ---- |
| 1 034 | 991  | 1 002 | 943  | 892  | 934  | 847  | 877  | 875  |

| 1856 | 1861 | 1866 | 1872 | 1876 | 1881 | 1886 | 1891 | 1896 |
| ---- | ---- | ---- | ---- | ---- | ---- | ---- | ---- | ---- |
| 780  | 821  | 826  | 767  | 761  | 721  | 715  | 708  | 701  |

| 1901 | 1906 | 1911 | 1921 | 1926 | 1931 | 1936 | 1946 | 1954 |
| ---- | ---- | ---- | ---- | ---- | ---- | ---- | ---- | ---- |
| 636  | 625  | 603  | 553  | 540  | 503  | 545  | 555  | 527  |

| 1962 | 1968 | 1975 | 1982 | 1990 | 1999 | 2006 | 2007 | 2012 |
| ---- | ---- | ---- | ---- | ---- | ---- | ---- | ---- | ---- |
| 542  | 469  | 409  | 397  | 472  | 496  | 464  | 459  | 433  |

| 2017 | 2022 | - | - | - | - | - | - | - |
| ---- | ---- | - | - | - | - | - | - | - |
| 400  | 387  | - | - | - | - | - | - | - |

## Économie
Au XIXe siècle, Beaumont-en-Auge est une importante place de marché qui expédie les bœufs du Pays d'Auge vers les boucheries parisiennes.
Beaumont-en-Auge héberge l'un des derniers artisans fabricants de kaléidoscopes en France.
Le village accueille un chocolatier.

## Culture locale et patrimoine

### Lieux et monuments
- L'église Saint-Sauveur du prieuré fait l'objet d'une inscription au titre des Monuments historiques depuis le 31 octobre 1975[25]. Elle abrite un tableau du XVIIe (Jésus présenté au peuple) classé à titre d'objet[26]. Les verrières datent de 1952. Elles sont l'œuvre du peintre Maurice Rocher et ont été réalisées par l'atelier Degusseau.
- Statue en bronze de Pierre-Simon de Laplace, située au centre de la place de Verdun. Elle est réalisée par Robert Delandre. Elle est inaugurée le 3 juillet 1932 par Louis Franchet d'Espèrey. Sur le piédestal sont fixés deux médaillons. Celui sur la face gauche représente Galilée et celui de droite représente Isaac Newton.
- La maison natale de Pierre-Simon de Laplace, située 4 place de Verdun.
- Le musée du Colonel-Langlois, installé dans la mairie. Il renferme notamment les tableaux du Panorama de la bataille de Solférino (24 juin 1859) peints par Jean-Charles Langlois ainsi que ses carnets et esquisses.
- Piédestal de la statue de Jean-Charles Langlois, situé place du colonel Langlois. Le piédestal est supporté par deux degrés : sur la face antérieure se trouve une fontaine jaillissante composée d'une stèle surmontée d'une gueule de lion. La statue en bronze réalisée par Louis-Émile Décorchemont est inaugurée le 30 août 1885. Elle est offerte par la nièce de Langlois : Mme de Serand. La statue représentait Langlois âgé de 65 ans, son carnet de croquis et un crayon dans les mains. Elle est déboulonnée et fondue pendant l'occupation, dans le cadre de la mobilisation des métaux non ferreux.
- Le square Robert-Bertran, à côté de l'église.

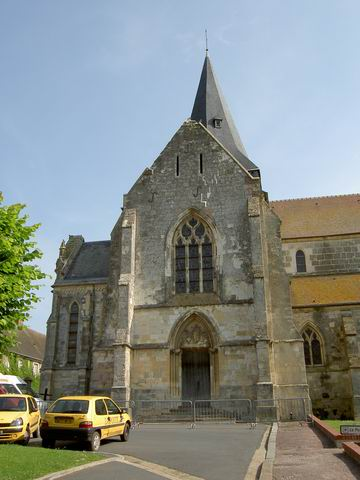
Façade ouest de l'église Saint-Sauveur.
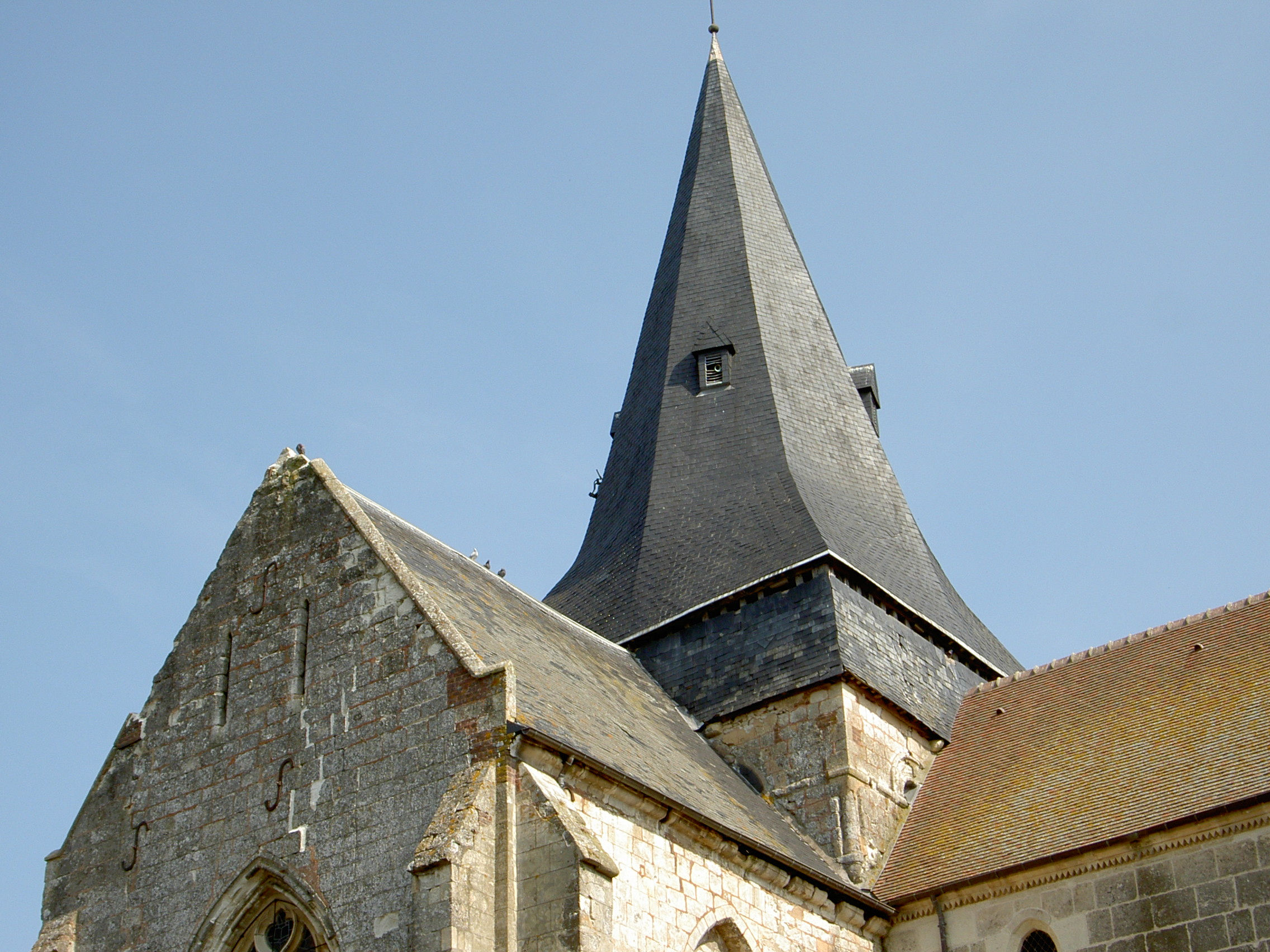
Le clocher couvert d'ardoise de l'église Saint-Sauveur, typique du pays d'Auge.
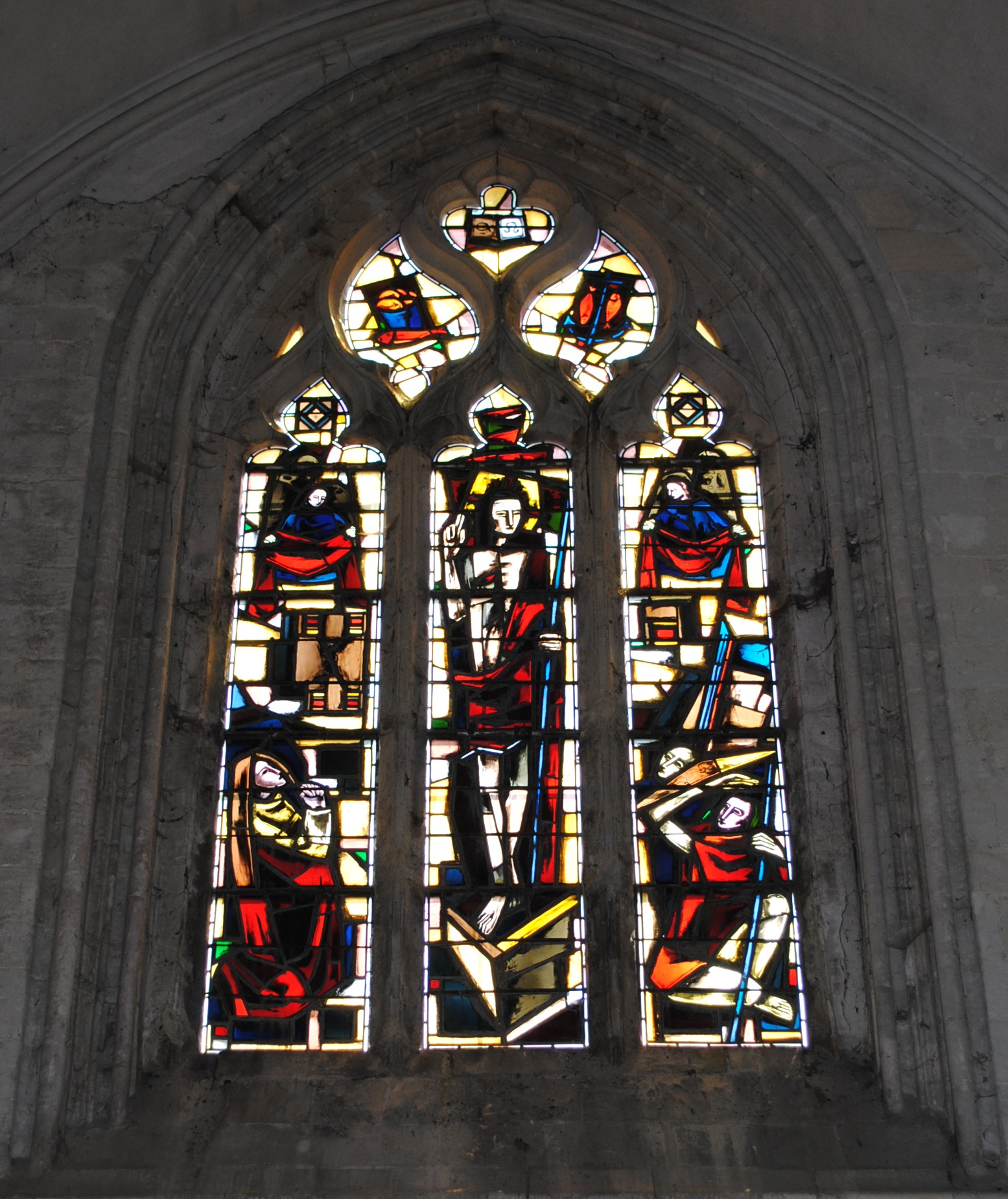
Verrière du transept sud par Maurice Rocher (peintre) et l'atelier Degusseau (verrier).
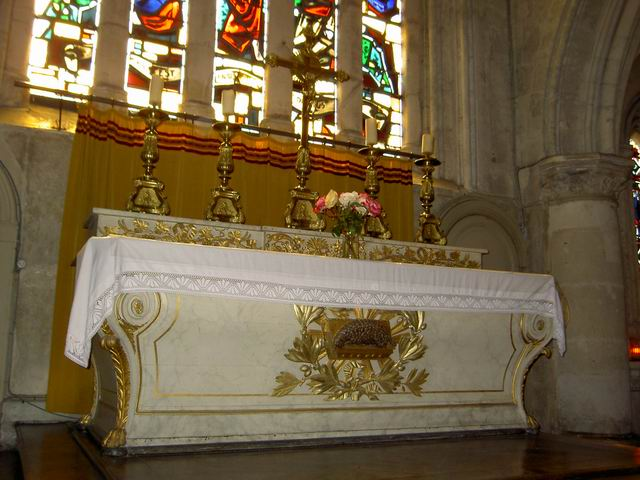
Le maître-autel de l'église Saint-Sauveur.
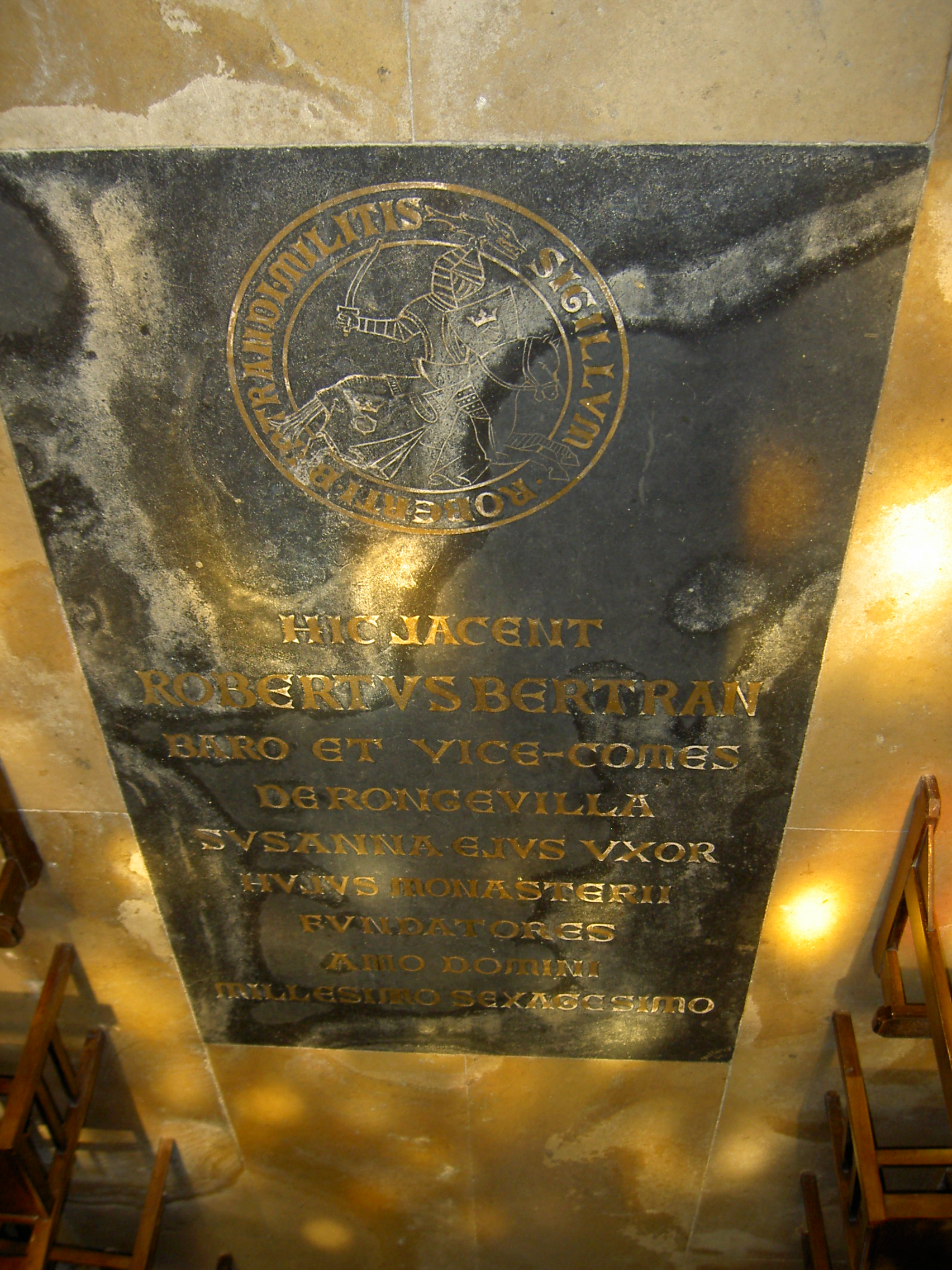
La pierre tombale de Robert Bertrand en l'église Saint-Sauveur.
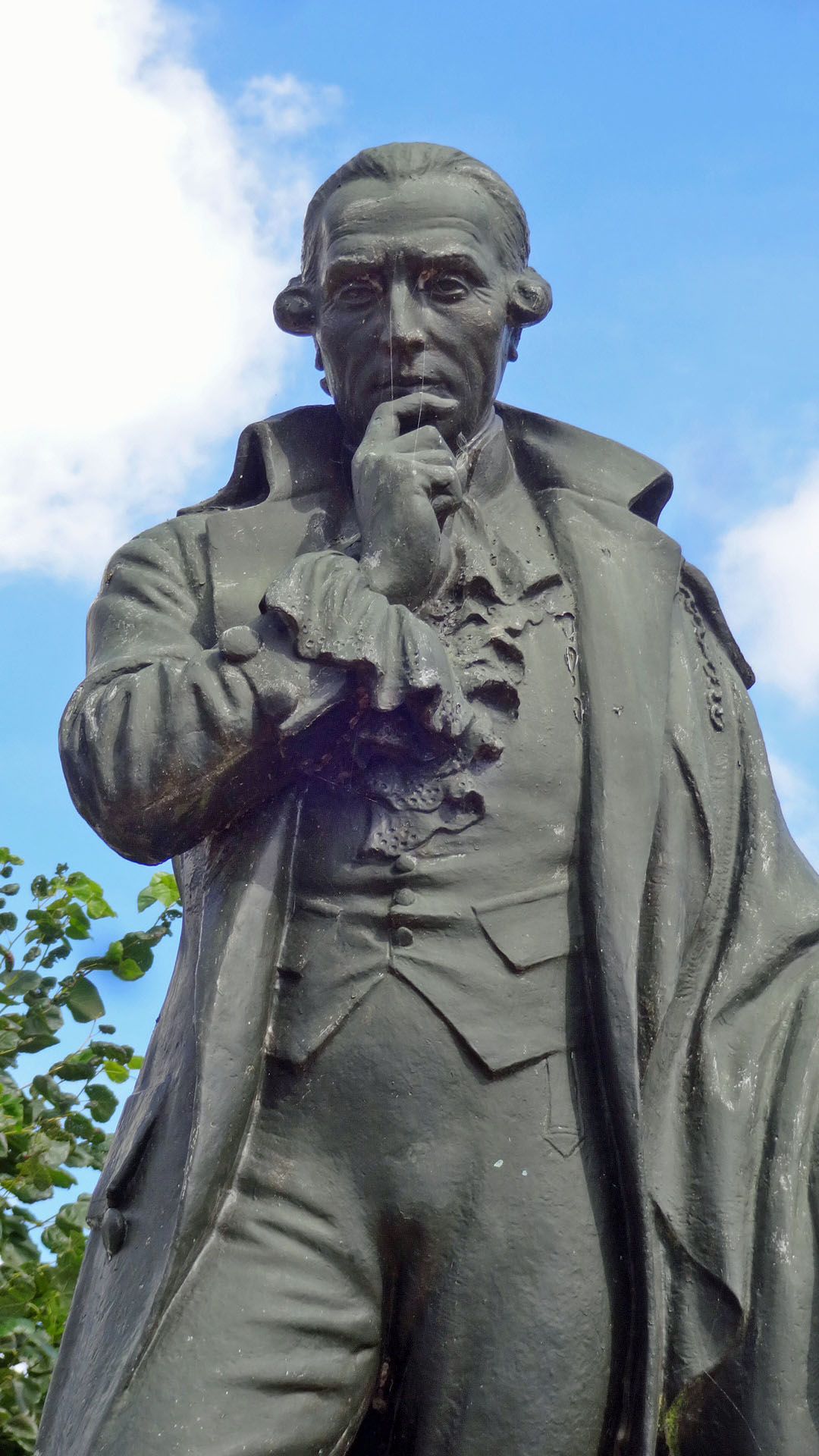
Statue de Pierre-Simon de Laplace.
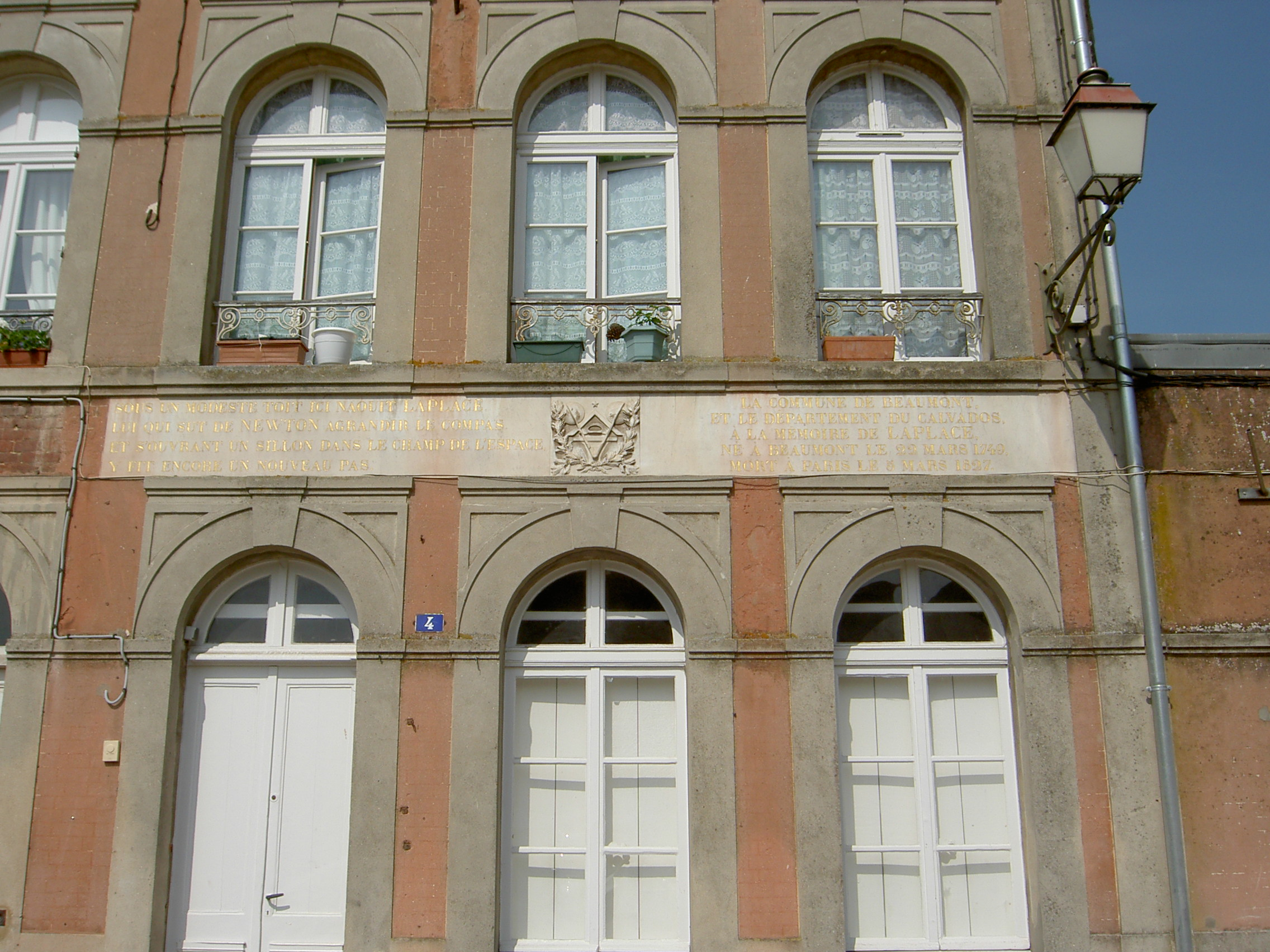
La maison natale de Pierre-Simon, marquis de Laplace.
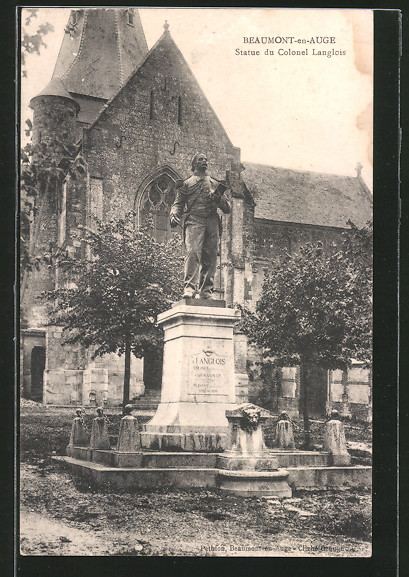
statue de Jean-Charles Langlois.
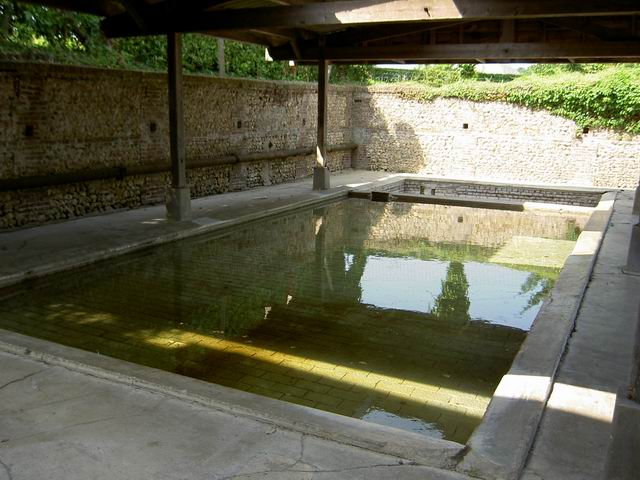
Le lavoir.

### Activité, label et manifestations

#### Label
La commune est une ville fleurie (trois fleurs) au concours des villes et villages fleuris.

#### Galeries d'art
Le village comporte des galeries permanentes (qui exposent notamment les œuvres de Pierre Poirier, Caroline Poirier et d'Antoine Vit) et des galeries temporaires ouvertes pendant l'été (en particulier dans l'école du village).

### Personnalités liées à la commune
- Robert VIII Bertrand de Bricquebec (1273-1348), seigneur normand, maréchal de France, fondateur du prieuré.
- Jacob Rodrigue Pereire (1715-1780), précurseurs de l'éducation des sourds, notamment au collège de Beaumont-en-Auge.
- Pierre-Simon de Laplace (1749 à Beaumont-en-Auge - 1827), mathématicien, physicien, astronome, philosophe et sénateur.
- Jean-Charles Langlois (1789 à Beaumont-en-Auge - 1870), officier des armées de Napoléon Ier et peintre militaire.
- Édouard Krug (1829-1901), né à Drubec, peintre ayant créé le musée d'art de Beaumont-en-Auge en 1875.
- Fabrice Éboué (né en 1977) passe son enfance dans la commune[28].

### Héraldique
| Blason de Beaumont-en-Auge | Blason  | D'or au lion de sinople, armé et lampassé de gueules, couronné d'argent.                                                            |
| Blason de Beaumont-en-Auge | Détails | Il s'agit des armes de la famille Bertrand de Bricquebec, qui détenait la seigneurie de Beaumont-en-Auge aux XIIIe et XIVe siècles. |